# Ploma d'Essen
L'Essener Feder («Ploma d'Essen») era un premi que es va atorgar als jocs de tauler amb les regles millor escrites de 1981 a 2016. Els organitzadors consideraven que bons jocs han de tenir regles fàcils per comprendre per tal d'evitar conflictes. Es va atorgar de 1981 fins a 2016 per la ciutat alemanya d'Essen. El 2017 va ser reemplaçat pel premi innoSPIEL per al joc més innovatiu de l'any.

## Premiats
- 1981 – Focus (Sid Sackson; Parker)
- 1982 – Atlantis (MB-Spiele)
- 1983 – Giganten (Herbert Pinthus; Carlit)
- 1984 – Inka (Johann Rüttinger; Noris-Spiele)
- 1985 – Abenteuer Tierwelt (Wolfgang Kramer, Ursula Kramer; Ravensburger)
- 1986 – Das blaue Amulett (Johann Rüttinger; Noris-Spiele)
- 1987 – Spion & Spion (Alex Randolph; MB-Spiele)
- 1988 – Ausbrecher AG (Hajo Bücken; Ravensburger)
- 1989 – desert
- 1990 – Lifestyle (Ravensburger)
- 1991 – Hotu Matua (Reinhold Wittig; Franckh-Kosmos)
- 1992 – Coco Crazy (Hajo Bücken; Ravensburger)
- 1993 – Acquire (Sid Sackson; Schmidt Spiele)
- 1994 – Neue Spiele im alten Rom (Reiner Knizia; Piatnik)
- 1995 – Die Siedler von Catan (Klaus Teuber; Kosmos)
- 1996 – Top Race (Wolfgang Kramer; ASS)
- 1997 – Mississippi Queen (Werner Hodel; Goldsieber)
- 1998 – Die Macher (Karl-Heinz Schmiel; Hans im Glück/Moskito)
- 1999 – Union Pacific (Alan R. Moon; Amigo)
- 2000 – Tadsch Mahal (Reiner Knizia; Alea)
- 2001 – Die neuen Entdecker (Klaus Teuber; Kosmos)
- 2002 – Puerto Rico (Andreas Seyfarth; Alea)
- 2003 – Der Palast von Alhambra (Dirk Henn; Queen Games)
- 2004 – Fifth Avenue (Wilko Manz; Alea)
- 2005 – Piranha Pedro (Jens-Peter Schliemann; Goldsieber)
- 2006 – Nacht der Magier (Kirsten Becker, Jens-Peter Schliemann; Drei Magier Spiele)
- 2007 – Burg Appenzell (Bernhard Weber, Jens-Peter Schliemann; Zoch Verlag)
- 2008 – Jamaica (Malcolm Braff, Bruno Cathala, Sébastien Pauchon; GameWorks)